# Hapoel Nof ha-Galil FC
Hapoel Nof ha-Galil F.C. – izraelski klub piłki nożnej mający siedzibę w mieście Nof ha-Galil (dawniej Nacerat Illit) założony w 1962. Do 2019 klub nosił nazwę Hapoel Nacerat Illit. Występuje w Liga Leumit. Mecze domowe klub rozgrywa na stadionie Green Stadium.

## Historia klubu
Zespół został założony w 1962 pod nazwą Hapoel Kirjat Nazaret i wtedy też zaczął występować na piątym poziomie rozgrywek piłkarskich w Izraelu – Liga Gimel. Pod koniec sezonu 1971/1972 uzyskał awans do IV-go poziomu rozgrywek – Liga Bet. W 1974 klub zmienił nazwę po tym jak „Kirjat Nazaret” uzyskało status miasta i zmieniło nazwę na „Nacerat Illit”.
W sezonie 1975/1976 klub wygrał rozgrywki Liga Bet jednak ze względu na restrukturyzację systemu ligowego, klub pozostał na trzecim poziomie rozgrywek piłkarskich – Liga Alef. W sezonie 1978/1978 zespół wygrał Ligę Alef i uzyskał awans do drugiego poziomu rozgrywek – Liga Artzit. Po sezonie 1983/1984 zespół zaliczył spadek do Ligi Alef, a następnie kolejny w sezonie 1985/1986 do Ligi Bet.
W sezonie 1998/1999 klub zajął drugie miejsce w lidze dywizji północnej Ligi Alef i awansował do Ligi Artzit. Następnie po sezonie 2001/2002 awansował do rozgrywek Liga Leumit (drugi poziom rozgrywek). Po sezonie 2003/2004 klub zajął drugie miejsce w tabeli Liga Leumit, awansując po raz pierwszy w historii do najwyższej klasy rozgrywek piłki nożnej w Izraelu – Ligat ha’Al. Po sezonie 2005/2006 zespół zaliczył spadek do rozgrywek Liga Leumit, a następnie po sezonie 2007/2008 ponownie spadł do klasy Liga Artzit. Po sezonie 2008/2009 zespół powrócił do rywalizacji w Liga Leumit. W sezonie 2018/2019 zespół wygrał Ligę Leumit, jednak w tabeli fazy play-off zajął trzecią pozycję, tracąc szansę na awans do najwyższego poziomu rozgrywek piłkarskich – Ligat ha’Al.
Na początku lipca 2019 po tym jak miasto Nacerat Illit zmieniło nazwę na Nof ha-Galil, klub również przybrał nowe miano – Hapoel Nof ha-Galil F.C. W sezonie 2020/2021 drużyna zajęła pierwsze miejsce w tabeli regularnego sezonu i rozgrywek play-off, uzyskując awans do Ligat ha’Al. Również w tym samym sezonie sięgnęła po puchar Toto Cup Leumit, pokonując w finale drużynę Hapoel Petach Tikwa 3–0. Od sezonu 2021/2022 występuje w Ligat ha’Al.

### Barwy klubowe
|  |  |  |

Klub posiada barwy czerwono-biało-czarne. Mecze domowe zawodnicy klubu rozgrywają w granatowych spodenkach i getrach oraz granatowo-czerwonych koszulkach.

### Osiągnięcia

#### Ligowe
| Rozgrywki   | Miejsce | Sezon                |
| ----------- | ------- | -------------------- |
| Liga Leumit |         | 2020/2021            |
| Liga Leumit |         | 2003/2004            |
| Liga Artzit |         | 2001/2002            |
| Liga Alef   |         | 1975/1976, 1978/1979 |
| Liga Bet    |         | 1971/1972            |

#### Puchary
| Rozgrywki       | Miejsce | Sezon     |
| --------------- | ------- | --------- |
| Toto Cup Leumit |         | 2020/2021 |

### Zawodnicy występujący w klubie obecnie i w przeszłości
- Szymon Sawala
- Yussif Chibsah
- Stefan Marinovic
- Guti
- Luwagga Kizito